# 3881 Doumergua
3881 Doumergua је астероид главног астероидног појаса са средњом удаљеношћу од Сунца која износи 2,448 астрономских јединица (АЈ).
Апсолутна магнитуда астероида је 13,0.